# 阿久津氏
阿久津氏（あくつし）は日本の氏族。大田原氏の庶流。安久津氏、圷氏とも。

## 概要
- 桓武平氏大掾氏族。常陸国茨城郡(那珂郡)阿久津郷より起こる。石川次郎家幹の四男 国幹を祖とする[1]。
- 坂上姓田村氏族。田村顕氏の六男 安久津右京亮顕義が陸奥国磐城郡安久津郷に拠って安久津氏を名乗る[1]。
- 丹治氏流。阿保修理允師国の六男 新六郎行高下野国那須郡阿久津郷に拠り阿久津氏となる[1]。

## 圷氏
常陸国の圷氏には、数流あり。常陸太田天神林の圷氏は本姓を源氏とし、伊豆国の蛭ヶ小島に挙兵した源頼朝に随い、その幕下として働き、後に常陸国那珂郡阿久津郷に住まうという。同氏は後に佐竹氏に仕え、佐竹義人の代に八代 圷重遠が天神林に移り住み、以来子孫その地に住まうという。

### 近世の圷氏
なお、常陸国では尊王志士・義民として圷氏の名が見られる。
- 圷吉兵衛 那珂郡竹合村の百姓。安政2年（1855年）に編纂された『御領内義民賞典姓名録』に心得宜敷につき、麻上下御免とある。同年9月4日付け、9月5日申し渡し[3]。
- 圷啓介 那珂郡塩子村の義民。組頭。諱は珍善。天狗党の乱に加わり、慶応3年(1865年)9月1日、水戸で獄死する。享年36(38ともいう)。靖国神社合祀[4]。
- 圷忠次郎 那珂郡山方村の義民。元治元年(1864年)9月11日、久慈郡中染村で戦死。享年36。靖国神社合祀[5]。
- 圷茂兵衛 那珂郡山方村の義民。元治元年(1864年)9月、久慈郡中染村で傷を負い、捕らわれる。同月3日、獄死。享年58。靖国神社合祀[6]。
- 圷孫蔵 孫兵衛ともいう。久慈郡小島村の義民。慶応元年(1865年)3月12日、敦賀にて斬首。享年23。靖国神社合祀[7]。
- 圷松兵衛 諱は秀則。那珂郡西塩子村の小山守。慶応2年(1866年)5月26日、江戸佃島で獄死。享年52。靖国神社合祀[8]。